# دونالد ام. کمبل جونیور
دونالد ام. کمبل جونیور (انگلیسی: Donald M. Campbell Jr.؛ ‏ تلفظ: ‎/ˈkæmbəl/‎؛ ‏ زادهٔ ۳ ژانویهٔ ۱۹۵۶) فرد نظامی اهل ایالات متحده آمریکا است. وی همچنین برندهٔ جوایزی همچون نشان خدمات برجسته (ارتش آمریکا) و نشان ستاره برنزی شده‌است.